# Lorenzo Chiaraviglio
Lorenzo Chiaraviglio (Roma, 1910 – Roma, 1973) è stato un architetto italiano.

## Biografia
Nato a Roma da famiglia di origine piemontese, si laureò nel 1934 alla Scuola superiore di architettura di Roma, iniziando da subito un'intensa attività professionale unitamente a quella didattica, come assistente dei professori Vincenzo Fasolo e Giovanni Battista Milani, e collaboratore di Gustavo Giovannoni. Dopo la parentesi fascista, in cui fu sospeso dagli incarichi in quanto non iscritto al partito, divenne nel 1955 professore di disegno dal vero presso la facoltà di architettura dell'università "La Sapienza".
Dal 1949 collaborò come progettista e consulente tecnico con vari enti previdenziali per la realizzazione di numerosi complessi, creando schemi tipo adattabili ai diversi territori. Progettò case per i piani INA e UNRRA-CASAS poi ISES, istituti tipo dell'Ente nazionale assistenza orfani dei lavoratori italiani (ENAOLI), poliambulatori e sedi dell'dell'Istituto nazionale per l'assicurazione contro le malattie (INAM).
Morì a Roma nel 1973.

## Opere
Tra i progetti e le numerose realizzazioni si citano:
- Villino in via Castellini a Roma (1934)
- Progetto di sistemazione urbanistica ed edilizia del Lungotevere Tor di Nona a Roma (1936-1942, in collaborazione)
- Villa Farinacci in via Nomentana a Roma (1940)
- Edifici dell'INA-Casa a Belluno, Foggia, Milano, Napoli, Pescara, Roma, Torino, Vercelli (1949-1960)
- Istituti tipo e fattorie-scuola per l'ENAOLI a Cagliari, Corridonia, Ferrara, Grosseto, Napoli, Perugia e Potenza (1950-1968, in collaborazione)
- Poliambulatori dell'INAM a Battipaglia, Caserta, Castrovillari, Frattamaggiore, Nocera Inferiore, Orbetello, Potenza, Vallo della Lucania (1957-1962)
- Edifici per i lavoratori dell'UNRA-CASAS, poi ISES, a Bari, Petilia Policastro, Torino e Trieste (1958-1959).

## Archivio
Il fondo Lorenzo Chiaraviglio è costituito dall'archivio personale dell'architetto ed è stato dichiarato di notevole interesse storico dalla soprintendenza archivistica per il Lazio il 16 luglio 2001. Inizialmente detenuto nella residenza privata degli eredi Chiaraviglio, è stato depositato nel 2012 presso la Fondazione MAXXI di Roma.
Il fondo copre un periodo che va dal 1931 al 1973, è costituito da quattro serie – attività professionale, attività didattica e culturale, materiali fotografici e audio-visivi, materiali a stampa – e si compone di 221 elaborati grafici, 1 865 fotografie, 48 fascicoli, 17 schedari e 55 pubblicazioni.